# ユー・カヴァー
U-Cover(ユー・カバー）はベルギーのヘールを拠点とするレコードレーベル。エレクトロニカやアンビエントを中心に、多数の作品をリリースしている。
代表的なアーティストにOntaysoやKettel、Joel Tammik、Senseなどがいる。また、aus、MOTORO FAAM等の良質な日本人アーティストの作品もリリースしている。